# Queue-du-Bois
Queue-du-Bois (en wallon Cowe (ou Cawe)-dè-Bwès, cf. Jean Haust) est une section de la commune belge de Beyne-Heusay située en Wallonie dans la province de Liège. C'était une commune à part entière avant la fusion des communes de 1977. Les habitants sont les Caudisylvestriens (de cauda, queue, et sylva, la forêt, en latin).
Le carré de Liège, fromage à pâte molle, est produit à Queue-du-Bois.

## Démographie
- Sources : INS, Rem. : 1831 jusqu'en 1970 = recensements, 1976 = nombre d'habitants au 31 décembre.